# Belonalys occulta
Belonalys occulta är en tvåvingeart som först beskrevs av White 1915.  Belonalys occulta ingår i släktet Belonalys och familjen stilettflugor. Inga underarter finns listade.